# Ворота Шергирон
Ворота Шергирон (узб. Shergiron darvozasi) — утраченные крепостные ворота в Бухаре (Узбекистан), возведённые во второй половине XVI века при узбекском правителе Абдулла-хане II, в тогдашней столице Бухарского ханства. Были установлены на западной части бухарской крепостной стены. Являлись одними из 11-ти когда либо существовавших ворот Бухары. Соединяли западную окраину города, «движение через них было сравнительно небольшое». Дорога, выходившая через них, также вела в сторону самого крупного некрополя Средней Азии — Чор-Бакр. Разрушены при Советской власти, возможно, в начале 1950-х годов.
Название ворот переводится как «завоевали львов». О причине присвоения им такого названия существуют две версии: первая связана с клетками для львов, находившихся возле ворот, второе — с отцом основателя династии Саманидов и охранявших его по ночам львов.
Возле ворот располагалась одноимённое медресе, которое также не сохранилось до наших дней.